# جوئی تراولتا
جوئی تراولتا (انگلیسی: Joey Travolta؛ زادهٔ ۱۴ اکتبر ۱۹۵۰) یک هنرپیشه، کارگردان، و تهیه‌کننده اهل ایالات متحده آمریکا است. وی از سال ۱۹۷۹ میلادی تاکنون مشغول فعالیت بوده‌است. او در فیلم جوخه معاون هالیوود بازی کرده‌است.
او برادر جان تراولتا، مارگارت تراولتا، الن تراولتا است.